# Тихомиров, Николай Иванович
Никола́й Ива́нович Тихоми́ров (имя при рождении — Слётов Николай Викторович; ноябрь 1859, Москва — 28 апреля 1930, Ленинград) — химик, изобретатель, основатель Газодинамической лаборатории, специалист по ракетной технике. Герой Социалистического Труда (1991 год, посмертно). Именем Н. И. Тихомирова назван кратер на обратной стороне Луны.

## Биография
Родился в ноябре 1859 года в Москве, в дворянской семье действительного статского советника. Настоящее имя при рождении Николай Викторович Слётов. В 1880-х годах взял себе псевдоним — имя своего детского друга Николая, сына купца Ивана Тихомирова. Впоследствии псевдоним стал его официальной фамилией.

### Ранние годы
После окончания лицея, учился на химическом отделении физико-математического факультета Императорского Московского университета, После окончания учёбы работал в технической лаборатории Московского университета и в Киевском университете в лаборатории профессора Н. А. Бунге, читал популярные лекции по производствам «питательных и вкусовых веществ».
С середины 1880-х годов работал в различных областях промышленности, сначала в качестве помощника директора Товарищества Купавинской суконной фабрики братьев Бабкиных в Богородском уезде Московской губернии. На основании полученного опыта написал трёхтомный учебно-методический труд. В 1886 году московская типография Л. Ф. Снегирёва напечатала первый том «Технологии шерстяного производства в VI частях с отдельным большим атласом машин и аппаратов», готовился к выпуску 2-й том «Отделка суконного полотна» и 3-й том «Искусственная шерсть и карбонизация шерсти». Братья Бабкины узнав об этом, расценили издание книг, как прямую угрозу их производству, уволили своего помощника и запретили выпуск этих книг.
Тихомиров уехал на Украину, где работал сначала практикантом, а затем главным химиком и директором сахарных винокуренных заводов двух самых крупных свёклосахарных и рафинадных корпораций Российской империи — Товарищества братьев Терещенко и Александровского товарищества Бродских. В 1893 году издал книги «Анализы сахаристых веществ. Практическое руководство к химическому исследованию материалов и продуктов свёклосахарного производства» и «Справочная книжка и руководство по свеклосахарному производству». Кроме того он получил патенты на собственные изобретения: на новые способы производства сахара; на походные мобильные очаги для армии; на прибор, использующий теплоту дымовых газов для нагревания и очищения воды с попутным уничтожением дыма. Также Тихомиров изобрёл фильтры с автоматической промывкой фильтрующего материала для сахарных, винокуренных, маслобойных и других заводов. Фильтры получили широкое применение в стране и за рубежом.

### Изобретатель «самодвижущих реактивных мин»
С 1894 года Н. И. Тихомиров занимался проблемой создания ракетных снарядов — «самодвижущихся мин реактивного действия», до 1897 года «проводил опыты с небольшими моделями, перемещавшимися в воде помощью реактивной работы пороховых газов…». Однажды, во время проведения химических опытов в лаборатории от взрыва повредил правую руку и левую ногу, из-за чего «был освобождён от воинской повинности навсегда».
В 1909 году статский советник Тихомиров вернулся в Москву для разработки «многочисленных изысканий и изобретений, накопившихся за многие годы… научной и практической работы». Составлял схематическую разработку и необходимые расчёты «самодвижущихся мин». Тихомиров предлагал использовать для движения ракеты реакцию газов при сгорании легковоспламеняющихся жидкостей или взрывчатых веществ в сочетании с эжектируемой воздушной средой. В 1912 году представил на рассмотрение свой проект Морскому министру адмиралу А. А. Бирилёву. О проекте было доложено императору. Николай II лично приехал на испытание, распорядился продолжить работы и выделить для этого необходимое финансирование. В ноябре 1915 года изобретатель подал прошение на получение привилегии в Комитет по техническим делам отдела промышленности Министерства торговли и промышленности, который выдал ему охранительное свидетельство № 309 (без разглашения) на тип «самодвижущихся мин для воды и воздуха».
Поверенным в делах Н. И. Тихомирова в те годы был доктор Слётов, который и подавал прошения об изобретении в разные инстанции. 11 февраля 1916 года он получил положительное заключение экспертной комиссии, которое было подписано Председателем отдела изобретений Московского военно-промышленного комитета Н. Е. Жуковским. В заключении отмечалось: «Изобретение состоит в приведении в движение водяных и воздушных торпед с помощью последовательного воспламенения патронов с медленно горящим порохом… Расчёт показывает, что подобное действие таких торпед вполне возможно…». Однако 23 марта 1916 года, на основании заключения эксперта Щастного, было вынесено постановление: «…в выдаче привилегии отказать на основании ст. 75 Устава о Промышленности…».

### Основатель Газодинамической лаборатории
После Октябрьской революции Тихомиров остался в России. В мае 1919 года обратился к управляющему делами Совета народных комиссаров РСФСР В. Д. Бонч-Бруевичу о своём изобретении «особого типа воздушных и водяных самодвижущих мин». Изобретение было подвергнуто новым экспертизам.
Весной 1920 года Тихомиров и его ближайший помощник В. А. Артемьев оборудовали на Тихвинской улице в Москве небольшую механическую мастерскую, где проводили первые эксперименты с дымным порохом. Мастерскую инженеры содержали за свои собственные деньги, а также те средства, которые получали от продажи велосипедных принадлежностей и детских игрушек, изготовленных в мастерской. 1 марта 1921 года, по инициативе Тихомирова, мастерская была преобразована в лабораторию по изучению и проектированию ракетной техники, основным направлением которой стало создание твердотопливных ракет. В том же году изобретатели приступили к разработке реактивных снарядов для самолётов.
При содействии Главкома Вооружёнными силами Советской республики С. С. Каменева, который поручил выделить финансирование для мастерской Тихомирова, 1 марта 1921 года при военном ведомстве начала свою работу первая в стране научно-исследовательская и опытно-конструкторская организация по разработке снарядов на бездымном порохе — «Лаборатория по разработке изобретений Н. И. Тихомирова».
В 1924 году под руководством Н. И. Тихомирова была создана рецептура бездымного пироксилинового пороха на нелетучем растворителе — тротиле, отличающийся от чёрного дымного пороха мощным и стабильным горением. В 1925 году лаборатория Тихомирова переехала в Ленинград. 3 марта 1928 года на одном из полигонов в районе Ленинграда был осуществлён первый пуск ракеты на бездымном порохе. Эта конструкция, по мнению Артемьева, послужила фундаментом при создании реактивных снарядов для знаменитых «Катюш». В июле 1928 года лаборатория Н. И. Тихомирова была переименована в Газодинамическую лабораторию (ГДЛ) Военного научного комитета при РВС СССР.
По руководством Тихомирова и им лично были выполнены расчёты и чертежи 3-дюймового реактивного снаряда, аппаратура для прессования пороховых шашек, изготовлены и испытаны более 200 опытных сопел в процессе поисков оптимальных размеров, проведены многочисленные опыты над порохами на нелетучем растворителе и многое другое. Тихомиров был автором важных теоретических работ в области ракетной техники, среди которых: «Определение наивыгоднейшего времени горения пороха в реактивном снаряде», «Полёт реактивного снаряда», «Внешняя баллистика реактивных снарядов».
Умер Николай Иванович Тихомиров 28 апреля 1930 года в Ленинграде. 
Похоронен в Москве, на Ваганьковском кладбище. Место захоронения было утеряно, в 1971 году на кладбище был установлен символический надгробный памятник Тихомирову.

## Награды и память
- В 1970 году Международный астрономический союз присвоил имя Н. И. Тихомирова кратеру на обратной стороне Луны[1].
- В 1987 году в Ленинграде на Невском проспекте, на стене дома 92, была установлена мемориальная доска (архитектор В. С. Васильковский) на которой написано: «В этом доме с 1926 по 1930 год жил и работал Николай Иванович Тихомиров, основатель газодинамической лаборатории, первой в СССР научно-исследовательской и опытно-конструкторской организации по разработке ракетной техники»[14].
- Официальное признание Н. И. Тихомиров и другие участники создания знаменитого реактивного оружия Второй мировой воины — реактивного миномёта «Катюша» — получили только в 1991 году. Указом Президента СССР М. С. Горбачёва от 21 июня 1991 И. Т. Клеймёнову, Г. Э. Лангемаку, В. Н. Лужину, Б. С. Петропавловскому, Б. М. Слонимеру и Н. И. Тихомирову посмертно было присвоено звание Героев Социалистического Труда[15].